# Kurevere (Lääne-Nigula)
Koordinaten: 58° 48′ N, 23° 50′ O
Kurevere (deutsch Kurrefer) ist ein Dorf (estnisch küla) in der Landgemeinde Lääne-Nigula (bis 2017: Landgemeinde Martna) im Kreis Lääne in Estland.

## Einwohnerschaft und Lage
Der Ort hat dreizehn Einwohner (Stand 31. Dezember 2011). Er liegt 22 Kilometer von der Hauptstadt des Landkreises, Haapsalu, entfernt. Durch das Dorf fließt der Fluss Rannamõisa (Rannamõisa jõgi), der in die Bucht von Matsalu mündet.